# Cornelius Johannes Barchman Wuytiers
Cornelius Johannes Barchman Wuytiers (* 1692 in Utrecht; † 13. Mai 1733 ebenda) war der zweite alt-katholische Erzbischof von Utrecht.

## Werdegang
Cornelius Johannes Barchman Wuytiers wurde als Sohn des Jean Baptist Barchmann Wuytiers und der Isabella Lucretia Voet geboren. Sein Vater war römisch-katholisch, die Mutter reformiert. Cornelis wurde im katholischen Glauben erzogen, seine Schulbildung erhielt er unter anderem in Mechelen, wo die Oratorianer eine Schule unterhielten. Nachdem er 1717 den Grad eines Magister Artium erworben hatte, ging er nach Paris zu weiteren Studien. Im südfranzösischen Bistum Senez empfing Wuytiers, gemeinsam mit einigen weiteren Priesteramtskandidaten der Kirche von Utrecht, im März 1719 Tonsur, Subdiakonats- und Diakonenweihe und am 8. April 1719 die Priesterweihe. Für einige Jahre diente er als Kaplan in Leiden. Am 19. April 1725 bestand er in Löwen mit summa cum laude die Prüfung zum licentiatus utriusque iuris. Im selben Jahr wurde er als Kanonikus und Generalvikar in das Utrechter Metropolitankapitel berufen.

## Erzbischof von Utrecht
Nach dem Tod von Cornelius Steenoven im April 1725 wählte das Utrechter Domkapitel, unter Ausübung seines seit 1145 verbrieften Wahlrechts, Cornelis Barchman Wuytiers zum Erzbischof. Am 30. September 1725 fand die Bischofsweihe statt, als Konsekrator fungierte der katholische Bischof Dominique Varlet, der bereits die Bischofsweihe Steenovens vollzogen hatte. Der Ritus wurde, bis auf die Unterlassung des päpstlichen Treueeides, streng nach dem römischen Pontifikale vollzogen. Papst Benedikt XIII., dem die Wahl mit der Bitte um Bestätigung angezeigt worden war, hatte seine Zustimmung verweigert. Am 6. Dezember 1725 exkommunizierte er den neuen Erzbischof und legte heftigen Protest gegen die Amtseinsetzung ein.
Unter dem Episkopat von Wuytiers wurde dem seit 1722 in Amersfoort bestehenden Knabenseminar ab 1725 ein Seminar für die theologische Ausbildung der Utrechter Theologen beigegeben. Das Seminargebäude wurde 1726 fertiggestellt. Ein weiterer Wirkungsbereich war die Aufrechterhaltung der Pfarrgemeinden. Jede Neubesetzung einer vakanten Pfarrstelle führte zu großen Auseinandersetzungen zwischen dem Erzbistum und den römischen Stellen, wobei der niederländische Staat bestrebt war, den status quo der Gebietsaufteilung beizubehalten. Barchman Wuytiers und das Metropolitankapitel konnten die Zahl der Gemeinden, die ihnen zur Seelsorge anvertraut waren, stabil halten.
Im Laufe seines ersten Amtsjahres besuchte er 22 Orte und 36 Gemeinden und spendete 2.700 Personen das Sakrament der Firmung. Die Firmung wurde damals nach dem römischen Ritual gespendet, jedoch so, dass der Erzbischof die lateinischen Gebete auf Niederländisch erläuterte. Weitere Pastoralreisen folgten. Erzbischof Cornelis Barchman Wuytiers unterstützte die Übersetzung der Bibel in die niederländische Sprache, welche bereits zu Beginn des 18. Jahrhunderts begonnen hatte und vom Utrechter Domkapitel finanziell unterstützt wurde. Die Übersetzung erschien in vollständiger Form im Jahre 1732.
Cornelius Johannes Barchman Wuytiers starb am 13. Mai 1733, am 20. Mai 1733 wurde sein Leichnam nach Warmond bei Leyden überführt. Der Erzbischof ruht dort in der Gruft der Kirche neben seinen Vorgängern Petrus Codde und Cornelis Steenoven.

## Würdigung
Das unter seinem Episkopat 1726 errichtete Seminargebäude beherbergte während der Amtszeiten der nächsten elf Erzbischöfe, also über 240 Jahre lang, das Priesterseminar. Das Bauwerk wird bis zum heutigen Tag durch das Erzbistum Utrecht genutzt, das Seminar wurde Anfang der 1970er Jahre nach Utrecht umgesiedelt. Alle Pfarrgemeinden in der Kirchenprovinz Utrecht, die sich im kirchlichen Rechtsstreit von 1723 loyal zum Domkapitel erklärt hatten, blieben unter seinem Episkopat der Kirche von Utrecht erhalten. Während seiner Amtszeit konnte somit eine Konsolidierung der Verhältnisse eintreten. Er wurde für seine theologischen Kenntnisse und seinen geistlichen Eifer gerühmt. In Amsterdam soll er einige Wunder vollbracht haben.